# Castillo de Gyula

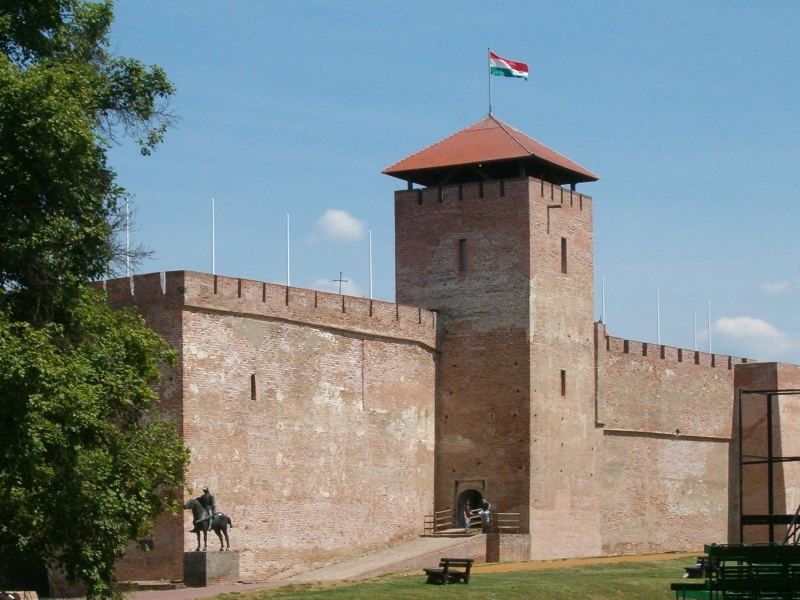
Fachada del castillo de Gyula

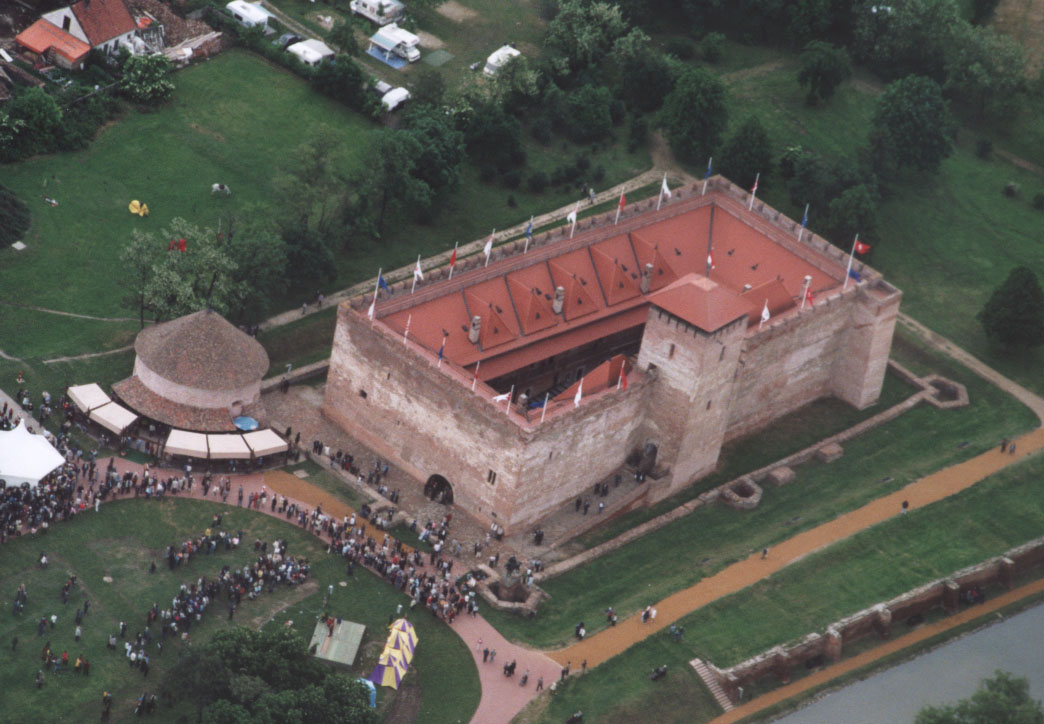
Vista aérea del castillo

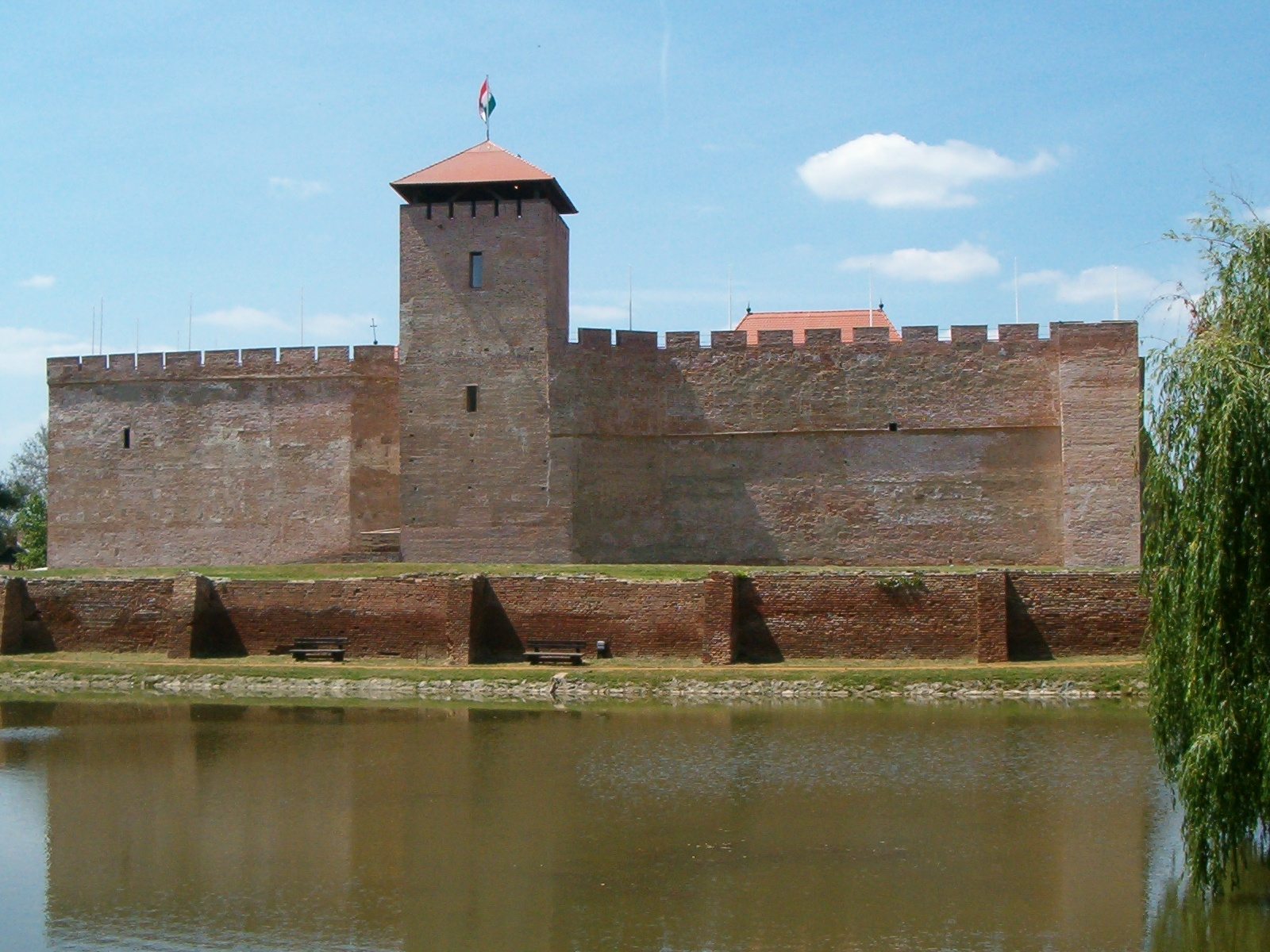
Vista lateral del castillo de Gyula

El castillo de Gyula (en húngaro: Gyulai vár) es una fortaleza medieval construida en el siglo XV, ubicada en el condado de Békés, en Hungría. Este castillo es la única fortaleza medieval de ladrillos construida en una llanura que aún se conserva en perfecto estado en toda Europa. Actualmente funcionan entre sus murallas un museo, donde también se realizan espectáculos medievales y de teatro.

## Historia
El castillo de Gyula se halla actualmente en el centro de la ciudad húngara de Gyula, en un terreno visiblemente elevado en comparación con la región. La zona en la Edad Media era más bien pantanosa, y la fortaleza era abastecida por los afluentes del río Körös. Puesto que en esa región no abundaban las piedras, el castillo fue construido de ladrillos.
El territorio de Gyula fue otorgado por el rey húngaro Segismundo de Luxemburgo en 1403 a Juan Maróti (en húngaro: Maróti János), el ban de Moesia, nombre al cual se vincula la construcción del castillo. En 1476 desapareció la familia Maróti y de esta manera, el castillo volvió a manos del rey, quien se lo dio a su hijo ilegítimo Juan Corvino. Fue en esta época que se construyó la torre circular de los cañones, la rondela. Al morir Juan Corvino, su esposa Beatriz de Frangepán heredó el castillo, donde murió la familia Corvino con la última miembro femenina en 1509. Poco tiempo después de la muerte de su esposo, tras pedir el permiso real, la viuda de Corvino se casó con el margrave Jorge de Brandeburgo-Ansbach. En 1510 falleció Beatriz y de esta forma, Jorge de Brandeburgo se convirtió en el dueño del castillo de Gyula.
Después de la derrota de los húngaros en la batalla de Mohács en 1526, Jorge de Brandeburgo se alió con Fernando I de Habsburgo, ante lo cual los ejércitos de Juan I Szapolyai comenzaron pronto a asediar el castillo. En 1530 lograron ocupar la fortaleza y su propietario pasó a ser Emérico Czibak, uno de los comandantes de Szapolyai. Tras el asesinato de Czibak en 1534, Nicolás Patócsy lo heredó, y posteriormente su hermano. En 1552, el rey Fernando I de Habsburgo recuperó el castillo por medio de negociaciones de trueque de propiedades.
Ese mismo año el ejército turco otomano se apoderó del castillo junto con otras dos fortalezas cercanas, la de Temesvár y la de Szolnok, convirtiéndose entonces el castillo de Gyula junto con el de Eger en los centros de recolección del impuesto para el sultán.
A los turcos les sirvió el castillo como puesto de guardia y finalmente establecieron el vilayato de Gyula, con sede en la fortaleza. El castillo se mantuvo intacto durante las guerras con los turcos, e inclusive fue utilizado posteriormente como lugar de refugio durante la guerra de independencia de Francisco Rákóczi II. Cerca de 1721 pasó a manos del terrateniente Juan György (en húngaro: György János), quien comenzó a construir el castillo exterior de Wenckheim, e igualmente se relaciona con su nombre el traslado de eslovacos, rumanos y suabios a la región de Békés. 
El castillo de Gyula fue un escenario triste durante la Revolución húngara de 1848. Nueve de los trece mártires de Arad fueron llevados arrestados a esta fortaleza hasta su ejecución. Existe una placa conmemorativa al respecto. Después de estos eventos, el castillo quedó en ruinas y se fue deteriorando cada vez más. 
En los años 1950 empezó la restauración del castillo al volverse su propietario el Estado. Entre 1953 y 1961 las murallas fueron nuevamente levantadas en su totalidad, y entre 1970 y 1980 se rehízo el tejado. A partir de 1997 el complejo quedó abierto al público y comenzó a funcionar el teatro y las 20 galerías internas del museo, donde se puede experimentar la evolución histórica del castillo y la región durante más de 700 años.